# Interdicta
L'interdictum (plurale interdicta) era uno dei  mezzi complementari della giurisdizione del pretore in diritto romano. In particolare era uno strumento utilizzato dal pretore per porre fine sul nascere ad una controversia, considerata di facile risoluzione.
Il termine interdictum, deriva infatti da interdicere che si oppone al ius dicere e si concretizzava con pronunce autoritative che avevano immediata produzione di effetti, al fine di evitare come già detto il nascere di una controversia. Gli interidcta nascono come provvedimenti autoritativi del pretore per la tutela di interessi pubblicistici, per poi trovare applicazione anche all'interno di res privatae per impedire la commissione di un illecito ed evitare un processo. Gli interdicta più antichi contenevano un divieto, dal verbo interidicere = vietare, proibire; successivamente vennero creati interdicta con l'ordine di fare qualcosa, concretizzandosi in un restituas o exhibeas. Pertanto vennero definiti interidcta in senso stretto gli interventi che contenevano un divieto e decreta tutti gli interdicta contenenti un restituere o un exhibire.